# アメリカ海軍日本語学校
アメリカ海軍日本語学校（アメリカかいぐんにほんごがっこう、英語: United States Navy Japanese Language School、略称：JLS）は、第二次世界大戦期にアメリカ合衆国の海軍で設立された、太平洋戦線における対日心理戦要員を養成する為の軍学校。

## 概要

### 発足までの経緯
アメリカ軍では、日露戦争で日本が勝利したことを受け、1907年～1940年にかけて、日本語能力を持った士官養成のために、陸軍士官学校と海軍兵学校の卒業生を毎年2名ずつ、東京で長沼直兄の下、日本語と日本の文化・歴史を、3年間学ばせるべく送り出していた。
しかし、日米関係の悪化に伴い、当時国内の非日系人で、日本語の翻訳・通訳が出来る人間は、推計100人にも満たなかったという現状が、憂慮されるようになった。これに伴い、通訳士官を養成するための、実践的な日本語教育コースの設置が、喫緊の課題に挙げられることとなった。
そうした中、海軍における日本研究の第一人者として知られていたアルバート・E・ヒンドマーシュ中佐は、1941年8月1日より日本語教育のための言語センターを、カリフォルニア大学バークレー校 (UCB)とハーバード大学に設置する取り組みを始めた。ヒンドマーシュは、大学側と交渉を進める傍ら、東京の駐日大使館より、長沼がアメリカ軍の大使館付語学研修生向けに手掛けた教科書である『標準日本語讀本』を、50セット取り寄せたうえで、1年に及ぶ集中教育課程を練り上げた。
また、「長沼メソッド」を忠実に実行すべく、講師には日本留学の経験が無いアメリカ人の日本語学者ではなく、ワシントン大学日本語科教授の巽ヘンリー三郎や、UCB日本語講師の中村進といった帰米2世のほか、大阪府堺市出身の真宗大谷派僧侶でUCB教授の足利演正、外国人として初めて東京帝国大学国文科を卒業したセルゲイ・エリセーエフなど、実際に日本で教育を受けた経験のある11名が採用された。
第1期生となる学生48名は、グレン・W・ショーが全米から日本や中国で生まれた宣教師の子弟や、日本語を勉強している者など、日本文化に馴染みのある関係者を集めた。

### 充足化の為の方策とコロラド州移転
こうして、1941年11月1日にJLSが、上述した2校のキャンパスで開校したものの、僅か48名の1期生のみでは、当然必要な人員を満たせない、という問題がすぐに浮上した。そこで、海軍は全米の大学生の中でも、最優秀成績者で組織される団体である「ファイ・ベータ・カッパ」より、学生を募集した。
このことが功を奏し、翌1942年2月までにJLSの生徒は90名にまで増加。ネイティブの日本語講師も、増やす必要が生じた。ヒンドマーシュは、強制収容所で発行されるフリーペーパーに一般広告を掲載し、医師・弁護士・教師といった専門職の資格を持ち、尚且日本語に堪能な人物を、JLSの講師として募集した。結果として、西海岸で日系人の強制収容が実施されたことに伴い、同年6月23日に2校を統合する形で、コロラド大学ボルダー校 (CU)へ移転することとなった直後の7月1日からは、新入生153名に加え、ワシントン大学政治学科を首席で卒業し、後にスタンフォード大学の日本・東アジア政治学教授となる池信隆や、佐賀市出身の元羅府新報記者である坂井米夫をはじめとする、新任講師20名がJLSのプログラムに加わることとなった。
これに伴い、JLSの講師だけでなく、その家族もコロラド州へ移住することとなった。因みに、戦時中のコロラド州では、当時のラルフ・ローレンス・カー州知事が、日系人の受け入れに積極的だったことや、海軍やCUによる地域社会への根気強い広報活動の甲斐もあり、終戦までに同州内で反日的な動向が見られたことは、殆ど無かったという。

### 学校生活
JLS入学にあたって学生達は、民間契約に基づく海軍予備役2等兵の階級を与えられた。海軍と大学の間では、海軍が規定する規約と技術の厳守を保証するなど、詳細な合意事項を含む具体的な契約が結ばれた。海軍は両大学に、学生1人当たりにつき、規定された授業料を支払い、これが大学への納付金となった。日本語講師は、海軍ではなく大学により雇用され、報酬が支払われていたが、雇用の継続ないし打ち切りは、海軍に委ねられることとされ、講師1人当たりに担当させる学生数は、最大でも6人までとする、といったことも定められていた。講師達は、海軍が規定した教育課程に沿った授業のみを展開することを遵守したことから、その講義能力は、総じて高かったとされている。また、学生達には十分な能力を習得して課程を修了させるべく、厳格な校則が設けられていた。
JLSにおける日本語学習は、苛酷を極めた。とある卒業生は、
「それは、まさに特訓以外の何物でもなかった。1日の授業は読解が2時間、会話と書き取りが1時間ずつだった。1時間の授業につき、最低3時間の予習・復習を要求されたため、学生達は1日中、机に向かわなければならなかった。毎週土曜日には、4時間の試験が行われ、月曜日にはその成績が張り出された。教師は、ほぼ1ヶ月ごとに交替した。それは、様々なタイプの日本語に慣れさせる為だった」
「授業はまるで、先生からバケツの水を浴びせ掛けられているようだった。溢れた水は、覚えられなかった言葉だ。2時間程ずっと解らなかったのに、解ったような顔をして頷いたこともあった。あまりに難しすぎて、頭がおかしくなった学生もいた。4ヶ月に1度の休暇は、それこそダウンした学生が、病院に行く為にあるようなものだった。精神に異常をきたした某学生は、自分をイエス・キリストと思い込むようになり、結局退学させられたそうだ。彼に『お前の名前は?』と聞くと、日本語の発音で『イエス・キリスト』と答えたという。全米トップレベルの優秀な学生達が、神経症になる程の詰め込み教育だった訳だ」
と回想している。こうした事態が多発したこともあり、開校当初は1年だったJLSにおける教育期間は、CUへの移転を期に、1年半へ延長されることとなった。
一方で、草書体で書かれた日本各地の民話の本の購読などを通して、JLSの生徒達は、反日感情が吹き荒れる自国の風潮の中にあって、日本・日本人（大和民族）・日本の文化だけでなく、それらを教授する日系人講師に対しても、深い畏敬の念を抱くようになった。講師達も、教え子達の学習に対する真摯な姿勢に感銘を受け、双方の絆はより深まった。時には、講師が教え子達を自宅に招いて、パーティーを催すこともあった。その場では、プレゼント交換だけでなく、同じコロラド州内にあるアマチ収容所から調達した、僅かな米・漬物・豆腐・日本酒といった日本食を、参加者全員で分け合うこともあった。このような取り組みを通して、生徒達は今学んでいることが、実際の日本における伝統的な家庭・社会生活の中で、どのように応用出来るかを、直に目の当たりすることが叶った。

### 卒業生達による活躍
約1,200人にも及ぶ「ボルダー・ボーイズ (Boulder Boys)」と呼ばれるJLSの卒業生達は、日本語能力に基づいて各々の階級を定められたうえで、海軍・海兵隊へ任官。ワシントンD.C.や太平洋の各戦域で、
- 日本による無線通信の傍受・解読・翻訳
- 捕獲した日本軍の文書の翻訳
- 潜伏する日本軍部隊・民間人への自殺の思い止まり・投降の呼び掛け・飢餓からの救済
- 日本人捕虜への尋問
- 日本への捕虜送還の手配

などに各地で従事。終戦後の日本では、GHQの一員として復興事業に携わった。
他にも、兵士個人の発案が通ったことによる功績としては、
- 戦闘で負傷した日本人捕虜の為の診療所を創設
- 日本人の教師と生徒で構成される国民学校の開校
- 日本本土空襲にあたって、爆撃の予告と避難を促す旨のビラの散布

などが挙げられる。
海軍・海兵隊の通訳士官による日本人の捕虜・民間人に対する態度は、日本の文化や社会に関する知識を根底にした、繊細で同情的なもので、日本人の感性にとっては、極めて効果的であったと評されている。双方は、終戦後も交友を温め続けたり、生涯を掛けて再会を果すことを試みた事例も、多くみられた。
日本が主権を回復した後も、卒業生達の多くは、戦中からの経験を糧とする形で、国務省職員として、日米関係の構築に寄与するようになった。中には、日本に定住したうえで、宣教活動や日本研究、日本文化の世界への紹介に携わるようになり、日本人女性との結婚や日本への帰化を選択した者もいた。因みに、『ディスカバー・ニッケイ』による聞き取りにおいても、回答した者の2/3以上から「JLSへの入学と同校での日系人講師との出会いが、人生における最大の転機となった」といった旨の証言が返ってきたという。

## 略年表[1][3]
- 1941年
  - 8月1日 - アルバート・E・ヒンドマーシュ海軍中佐が、UCBとハーバード大学に日本語訓練センターを設立する計画書を軍当局へ提出。承認を受ける。
  - 11月1日 - 48名の第1期生のうち、21名をUCB、27名をハーバード大学へ振り分ける形で開校。
- 1942年
  - 6月23日 - 2校をCUのキャンパスへ統合・移転。
  - 10月 - 陸軍が、白人生徒[注釈 5]のみを対象とした日本語学校 (Army Intensive Japanese Language School)を設立することを決定。同年11月には、ミシガン大学にキャンパスを設置することが決定。翌1943年1月5日より、山極ジョセフ越海（英語版）校長をはじめとする21名の講師と150名の第1期生により、授業が開始される。これ以降、陸海両軍の日本語学校による、優秀な生徒を獲得するための競争が激しくなる。
- 1943年
  - 7月21日 - 女子生徒の第1期生88名が入学。
  - 10月12日 - イギリス海軍からの留学生[注釈 6]が到着。
- 1944年1月 - 校名を「アメリカ海軍東洋語学学校 (U.S. Navy School of Oriental Languages)」へ変更。北京語・マレー語・ロシア語の授業が開始される。
- 1945年6月 - 日本語部門のみ語学学校を、オクラホマ州立大学に設立。
- 1946年6月23日 - 閉校。

## 著名な卒業生
- トマス・ウィリアム・エインズワース
- ジョン・アシュミード（英語版）
- ウィリアム・セオドア・ド・バリー
- ハワード・L・ブアマン（英語版）
- デルマー・ブラウン（英語版）
- オーテス・ケーリ
- ハーバート・A・ディーン（英語版）
- チャールズ・フランケル（英語版）
- フランク・ギブニー
- ドナルド・キーン
- ケネス・ラモット（英語版）
- ヘレン・クレイグ・マッカラ[注釈 7]
- ロイ・アンドリュー・ミラー
- ジェームス・W・モーリー
- デービッド・L・オズボーン（英語版）
- リチャード・ウィルソン・ペトリー
- エドワード・G・サイデンステッカー
- ドナルド・ハワード・シャイブリー
- ウィリアム・コートニー・シャーマン
- サミュエル・S・ストラットン（英語版）
- ロバート・E・ウォード（ドイツ語版）
- フィリップ・ヤンポルスキー（英語版）